# Entrance Island (Antarktika)
Entrance Island (von englisch entrance ‚Eingang, Einfahrt‘) ist eine unbewohnte felsige Insel rund 220 Meter vor der Mawson-Küste des ostantarktischen Mac-Robertson-Lands, auf Höhe der Mawson-Station. Sie liegt unmittelbar nördlich der Einfahrt zum Horseshoe Harbour in der Holme Bay. Nur 30 Meter nördlich der Entrance Island liegt die kleinere Dyer Island. Entrance Island ist in ostwestlicher Ausrichtung 420 Meter lang, sowie maximal 170 Meter breit, und weist einen annähernd rechteckigen Grundriss auf. Die Fläche misst rund sechs Hektar.
Luftaufnahmen, die bei der Lars-Christensen-Expedition 1936/37 entstanden, dienten norwegischen Kartografen für die Kartierung der Insel. Das Antarctic Names Committee of Australia (ANCA) benannte sie nach ihrer geografischen Lage.